# 日高次吉
日高 次吉（ひだか じきち、1901年 - 1977年）は、日本の歴史学者。兄は海洋学者の日高孝次。

## 略歴
宮崎県生まれ。1924年（大正13年）東京農業大学を卒業。卒業後、家業に従事する。
1943年（昭和18年）、宮崎県立妻中学校（後の宮崎県立妻高等学校）教諭となる。1948年（昭和23年）から1964年（昭和39年）まで妻高等学校教諭を務める。
1964年（昭和39年）より宮崎県立図書館嘱託職員となる。佐土原藩に関する研究に業績があり、1965年（昭和40年）には宮崎県文化賞（文化功労部門）を受賞。著書に『宮崎県の歴史』（山川出版社、1970年）などがある。